# ورزشگاه مونومنتال لسیدرو رومرو کاربو

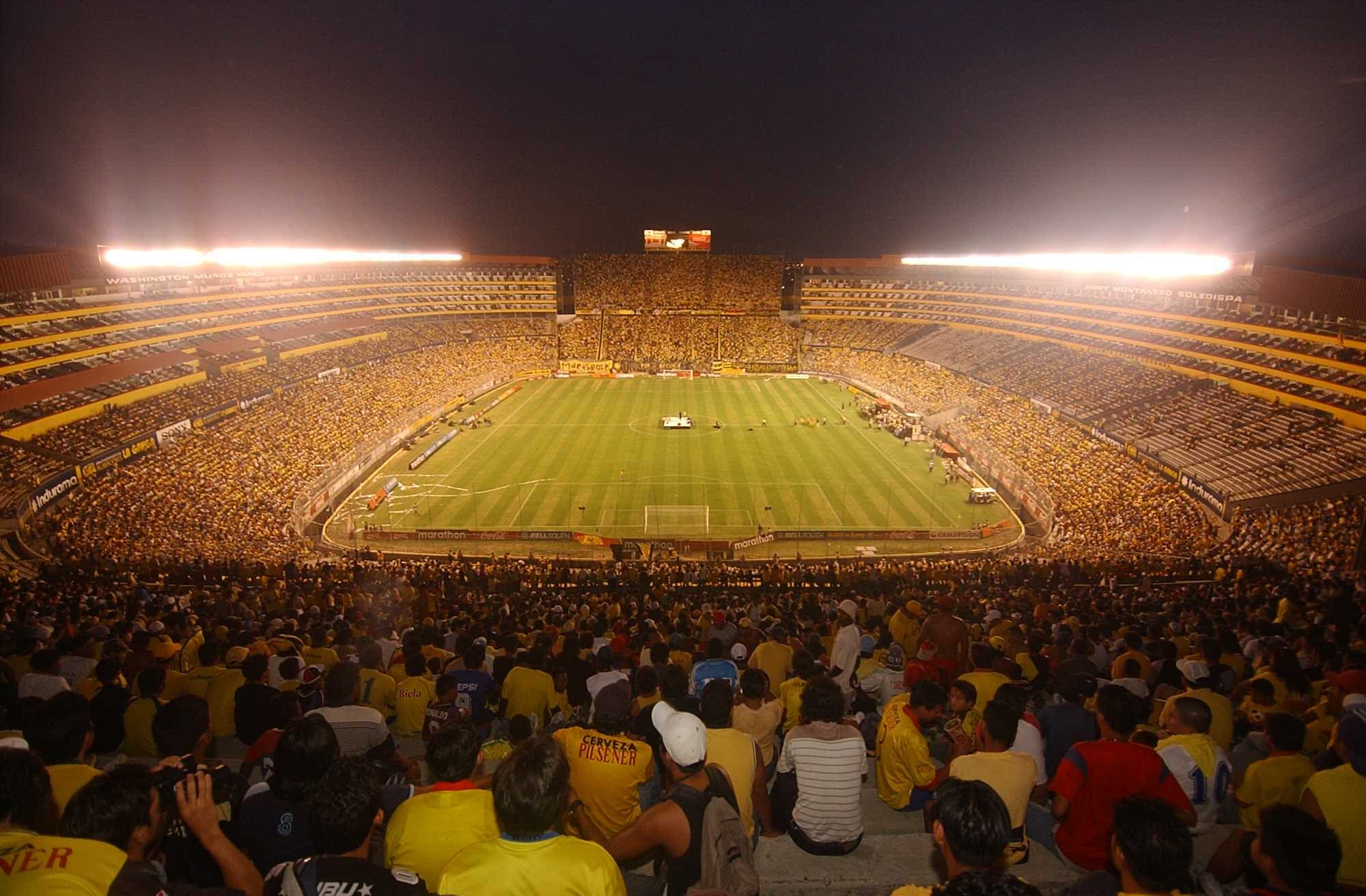

ورزشگاه مونومنتال لسیدرو رومرو کاربو (انگلیسی: Estadio Monumental Isidro Romero Carbo)، یک ورزشگاه فوتبال در گوایاکیل، اکوادور است و ورزشگاه اختصاصی باشگاه بارسلونا اکوادور است.

## تاریخچه
این ورزشگاه در ۲۷ دسامبر ۱۹۸۷ افتتاح و اولین بازی که در آن انجام شد بین تیم‌های بارسلونا اکوادور و بارسلونا اسپانیا بود که با نتیجه ۱ بر ۰ به سود بارسلونا اکوادور پایان یافت.
بسیاری از بازیکنان مشهور آمریکایی جنوبی مانند پله (بازیکن فوتبال) در مراسم افتتاحیه این ورزشگاه حضور داشتند.